# Jersey Boys: Original Broadway Cast Recording
Jersey Boys: Original Broadway Cast Recording é um álbum de trilha sonora do musical da Broadway de mesmo nome.

## Faixas
1. "Ces soirées-là" – 1:16
2. "The Early Years: A Scrapbook" – 8:09
3. "Cry for Me" – 2:23
4. "Backup Sessions" – 1:44
5. "Sherry" – 2:14
6. "Big Girls Don´t Cry" – 2:17
7. "Walk Like a Man" – 1:52
8. "December, 1963 (Oh, What a Night)" – 2:28
9. "My Boyfriend's Back" – 1:32
10. "My Eyes Adored You" – 2:26
11. "Dawn (Go Away)" – 2:38
12. "Big Man in Town" – 2:05
13. "Dialogue: A Little Trouble" – 0:17
14. "Beggin'" – 2:50
15. "Dialogue: See How You Handle It" – 0:15
16. "Medley: Stay/ Let's Hang On!/ Opus 17 (Don't You Worry 'Bout Me) / Bye, Bye, Baby (Baby, Goodbye)" – 4:39
17. "C'mon Marianne" – 1:16
18. "Can't Take My Eyes Off You" – 3:17
19. "Working My Way Back to You" – 1:48
20. "Fallen Angel" – 2:06
21. "Rag Doll" – 2:14
22. "Who Loves You" – 2:55